# Jarkko Varvio
Jarkko Varvio (* 28. April 1972 in Tampere) ist ein ehemaliger finnischer Eishockeyspieler, der in seiner aktiven Zeit von 1989 bis 2005 unter anderem für die Dallas Stars in der National Hockey League gespielt hat.

## Karriere
Jarkko Varvio begann seine Karriere als Eishockeyspieler in seiner Heimatstadt in der Nachwuchsabteilung von Ilves Tampere, für dessen Profimannschaft er von 1989 bis 1991 in der SM-liiga aktiv war und mit dem er 1990 Vizemeister wurde. Anschließend schloss sich der Flügelspieler Ilves' Ligarivalen HPK Hämeenlinna an. Mit seinem neuen Club wurde er 1993 ebenfalls Vizemeister. Bereits im NHL Entry Draft 1992 war er in der zweiten Runde als insgesamt 24. Spieler von den Minnesota North Stars ausgewählt worden, blieb jedoch zunächst noch ein Jahr bei HPK. In der Saison 1993/94 gab er schließlich sein Debüt in der National Hockey League für die Dallas Stars, das Nachfolgeteam der im Sommer 1993 umgesiedelten Minnesota North Stars. In seinem Rookiejahr erzielte er in acht Spielen zwei Tore und gab drei Vorlagen. Den Großteil der Spielzeit verbrachte der finnische Nationalspieler allerdings bei Dallas’ Farmteam aus der International Hockey League, den Kalamazoo Wings. Die aufgrund eines Lockout verkürzte Saison 1994/95 begann er in Finnland bei seinem Ex-Club HPK Hämeenlinna und beendete sie bei den Stars in der NHL und den Kalamazoo Wings in der IHL.
Von 1995 bis 1998 stand Varvio, nachdem ihm der Durchbruch in der NHL nicht gelungen war, in der SM-liiga bei Lukko Rauma und Tappara Tampere unter Vertrag. Die Saison 1998/99 verbrachte er anschließend in der schwedischen Elitserien beim HV71 Jönköping und AIK Solna. Die Saison 1999/2000 begann er in der Schweizer Nationalliga A beim SC Rapperswil-Jona und beendete sie erneut beim AIK Solna in der Elitserien. In der folgenden Spielzeit gewann er mit dem TPS Turku erstmals den finnischen Meistertitel. Von 2001 bis 2004 spielte der Rechtsschütze für den REV Bremerhaven, mit dem er in der Saison 2002/03 in die drittklassige Eishockey-Oberliga abstieg. Im Anschluss an die Saison 2004/05, die er in der Oberliga beim EV Ravensburg verbracht hatte, beendete er im Alter von 33 Jahren seine Karriere.

### International
Für Finnland nahm Varvio im Nachwuchsbereich an der Junioren-Europameisterschaft 1990 sowie den Junioren-Weltmeisterschaften 1991 und 1992 teil. Im Seniorenbereich stand er im Aufgebot seines Landes bei den Weltmeisterschaften 1992, 1993 und 1997.
Vor allem 1992 konnte er überzeugen. Zunächst war er bei der Junioren-Weltmeisterschaft mit sieben Toren bester Torschütze. Anschließend war er bei der A-Weltmeisterschaft der Senioren mit zehn Scorerpunkten, davon neun Tore, in acht Spielen führte er seine Mannschaft nicht zum Gewinn der Silbermedaille, sondern wurde selbst auch noch bester Torschütze und Topscorer des Turniers, sowie in das All-Star Team gewählt.

## Erfolge und Auszeichnungen
- 1990 Finnischer Vizemeister mit Ilves Tampere
- 1993 Finnischer Vizemeister mit HPK Hämeenlinna
- 1993 SM-liiga All-Star Team
- 2001 Finnischer Meister mit TPS Turku

### International
- 1992 Meiste Tore bei der Junioren-Weltmeisterschaft
- 1992 Silbermedaille bei der Weltmeisterschaft
- 1992 Bester Torschütze bei der Weltmeisterschaft
- 1992 Topscorer bei der Weltmeisterschaft
- 1992 All-Star Team bei der Weltmeisterschaft